# Llista de capítols de Musculman
Musculman (キン肉マン, Kinnikuman, literalment "home múscul") és un manga que va aparèixer a final dels anys setanta al Japó.
Els autors del manga Yoshinori Nakai i Takashi Shimada van utilitzar el pseudònim Yudetamago (que significa Ou Dur en japonès) per publicar aquesta obra escrita en clau d'humor que parodia la lluita lliure.
Abans de la seva publicació regular, la sèrie (originalment una paròdia d'Ultraman) es va publicar com dos one-shots a la revista Shūkan Shōnen Jump el desembre de 1978 i març de 1979, el primer dels quals va ser finalista del Premi Akatsuka. La seva serialització va començar al número de maig de 1979, el número 22 d'aquell any, i núm.544 en total i va concloure el març de 1987. Shueisha va recopilar els seus 387 capítols en 36 tankōbon, llançant-los del 15 de febrer de 1980 al 15 d'abril de 1988.
Els primers 36 volums es van reeditar com a part de la línia de seleccions de Jump Comics en 26 volums del 19 de juliol de 1994 al 26 d'agost de 1996, com a part de la línia de luxe de Jump Comics en 18 volums aizōban del 14 de gener al 18 de novembre de 1999 i el 6 de juny de 2013 es van publicar tots 36 en format shinsōban.
Glénat/EDT va publicar en català el manga en què està basat l'anime del 27 d'octubre de 2006 fins al 20 de juny de 2008, recopilat en 18 volums.

## Argument
Aquest manga explica d'una forma divertida i humorística les aventures de Musculman, anomenat Musculator (de nom real Suguru Múscul), un estrafolari superheroi d'un altre planeta que habita la terra i que practica la lluita lliure, li agrada amb deler l'arròs amb bou i per a volar utilitza la força propulsora dels pets que li confereix quan menja molt d'all. A banda va sempre amb una màscara posada i mai no mostra el seu vertader rostre. L'acompanya a totes bandes el seu fidel company Mitsú. En Musculator és l'hereu del tron del planeta Múscul, tot i que porta vivint a la Terra tota la seva vida, ja que en un viatge espacial, quan era petit, el seu pare el va confondre amb un porc i el va tirar a l'espai exterior.

## Llista de volums publicats
| Volum | ISBN                   | Data de publicació     |
| --- | ---------------------- | ---------------------- |
| 1 | ISBN 978-84-8449-972-5 | 27 d'octubre de 2006   |
| En Musculator, el príncep del planeta Múscul, és un superhome amb poca traça: els monstres que ataquen la Terra no se’l prenen seriosament i fins i tot eviten enfrontar-s'hi. Però en Musculator, amb el seu fidel Mitsú, participarà als Jocs Olímpics dels Superherois! Aconseguirà arribar a ser un autèntic superheroi després de lluitar contra els llegendaris Terryman, Menja-tallarines o Robin de les Estrelles? Una sèrie que va marcar per sempre tots els aficionats al manga dels Països Catalans.                     |                        |                        |
| 2 | ISBN 978-84-8449-973-2 | 20 de novembre de 2006 |
| |                        |                        |
| 3 | ISBN 978-84-8449-974-9 | 26 de gener de 2007    |
| |                        |                        |
| 4 | ISBN 978-84-8449-975-6 | 16 de febrer de 2007   |
| |                        |                        |
| 5 | ISBN 978-84-8357-098-2 | 20 d'abril de 2007     |
| |                        |                        |
| 6 | ISBN 978-84-8357-162-0 | 1 de juny de 2007      |
| |                        |                        |
| 7 | ISBN 978-84-8357-184-2 | 22 de juny de 2007     |
| |                        |                        |
| 8 | ISBN 978-84-8357-254-2 | 27 de juliol de 2007   |
| En Musculator, el príncep del planeta Múscul, continua lluitant juntament amb els altres superhomes justiciers per recuperar la màscara d'or que els superhomes diabòlics els van prendre. Sembla molt difícil poder aconseguir la veritable màscara per restablir l'equilibri al món, cada vegada es complica més i més... Visites inesperades i molta acció en aquest vuitè volum de Musculman. |                        |                        |
| 9 | ISBN 978-84-8357-404-1 | 31 d'agost de 2007     |
| El combat d'en Musculman i els seus companys contra els superhomes diabòlics a la recerca de la màscara d'or acaba amb una gran sorpresa final. Després d'això, s'inicia el torneig de dobles de somni amb més personatges, tècniques espectaculars, trampes, i noves dificultats pel superheroi més desastrós del món manga!! |                        |                        |
| 10 | ISBN 978-84-8357-405-8 | 28 de setembre de 2007 |
| El torneig de dobles de somni cada cop es complica més i porta conseqüències fatals per alguns dels seus participants. Els malèvols plans de la Parella Exdiabòlica, que utilitza els ninots del destí, no deixaran de sorprendre. A més, un personatge important canviarà la seva identitat... Tot això i molt més en aquesta nova entrega de Musculman. |                        |                        |
| 11 | ISBN 978-84-8357-413-3 | 1 de novembre de 2007  |
| La saga del torneig de dobles de somni continua amb nous combats cada vegada més complicats i perillosos per en Musculman i els seus companys. En aquest volum es desvetlla la identitat d alguns personatges en perdre la seva màscara... qui serà en realitat en Mongol? Finalitzarà la caça de màscares per part del superhome perfecte Neptuneman? I en Musculman, sobreviurà al greu accident que pateix? Tots aquests enigmes i molts més es desvetllaran en aquest nou volum de les aventures del príncep del Planeta Múscul! |                        |                        |
| 12 | ISBN 978-84-8357-414-0 | 30 de novembre de 2007 |
| La cosa es complica en la final del Torneig de dobles de somni disputada pels Machine Guns i els Missioners de l'Infern. Cada cop es complica més i més la possibilitat que en Musculator i en Terryman derrotin als superhomes perfectes. Però encara hi ha espurnes d'esperança... Seran els nostres herois capaços de vèncer el super poder magnètic d'en Neptú i el seu company? |                        |                        |
| 13 | ISBN 978-84-8357-441-6 | 18 de gener de 2008    |
| En Musculman i el seu fidel Mitsú, que formen l'equip Suguru Múscul, continuen al peu del canó al Torneig de supervivència pel Tron del Planeta Múscul. La lluita contra l'equip liderat per en Musculator Mariposa sembla gairebé impossible de guanyar. Podrà l'equip d'en Musculator superar els seus adversaris i passar a la ronda de semifinals? |                        |                        |
| 14 | ISBN 978-84-8357-442-3 | 1 de febrer de 2008    |
| Continua la saga de la disputa pel tron del planeta Múscul amb combats cada vegada més extravagants i complicats per l'equip que lidera en Musculator. A més, l'anunci d'unes profecies desconegudes sobre la història del planeta Múscul, deixen a tots bocabadats... Moltes sorpreses aguaiten encara al nostre heroi! |                        |                        |
| 15 | ISBN 978-84-8357-443-0 | 29 de febrer de 2008   |
| La saga de la disputa pel tron del planeta Múscul continua més emocionant que mai. El guanyador del combat que enfronta els equips Musculator i Zebra lluitarà a la gran final contra qui abraci la victòria en el combat entre l'equip Súper Fènix i l'equip Soldier. A més, un inesperat descobriment donarà un gir a la situació... |                        |                        |
| 16 | ISBN 978-84-8357-444-7 | 28 de març de 2008     |
| Un cop s'han decidit els equips que es veuran les cares a la gran final per la disputa del tron del Planeta Múscul, ambdós equips es disposen a preparar-se pel grandiós esdeveniment. Com es desenvoluparan els fets? No et perdis la recta final d'aquesta reeixida sèrie protagonitzada per en Musculman i els seus amics! |                        |                        |
| 17 | ISBN 978-84-8357-459-1 | 30 de maig de 2008     |
| La saga de la disputa pel tron del planeta Múscul cada cop s'apropa més a la seva fi i cada combat és encara més enrevessat i perillós. A més, un nou lluitador d'identitat oculta entrarà en acció per a donar un cop de mà a en Musculator i els seus companys. Però les sorpreses no s'acabaran aquí... No et perdis el penúltim volum de les aventures d'en Musculator! |                        |                        |
| 18 | ISBN 978-84-8357-460-7 | 20 de juny de 2008     |
| Arriba l'últim volum d'aquesta sèrie protagonitzada pel superheroi més desastrós de l'univers manga. Per fi el desenllaç de la saga de la disputa pel tron del planeta Múscul, títol que es disputen en Fènix i en Musculator en un emocionant combat al límit. Qui en sortirà guanyador?! Aquest últim número inclou extres especials: un diccionari de personatges de la sèrie i un epíleg escrit pels autors. |                        |                        |